# Rùa Hermann
Rùa Hermann (danh pháp khoa học: Testudo hermanni) là một trong năm loài rùa theo truyền thống được đặt trong chi Testudo, cũng bao gồm loài rùa Testudo marginata), rùa Hy Lạp (T. graeca), và rùa Nga (T. horsfieldii). Có ba phân loài được biết đến: T. h. hermanni (tên tiếng Anh: rùa Hermann phương Tây), T. h. boettgeri (tên tiếng Anh: rùa Hermann phương Đông) và T. h. hercegovinensis (tên tiếng Anh: rùa Dalmatia). Loài này được Gmelin mô tả khoa học đầu tiên năm 1789.

## Hình ảnh

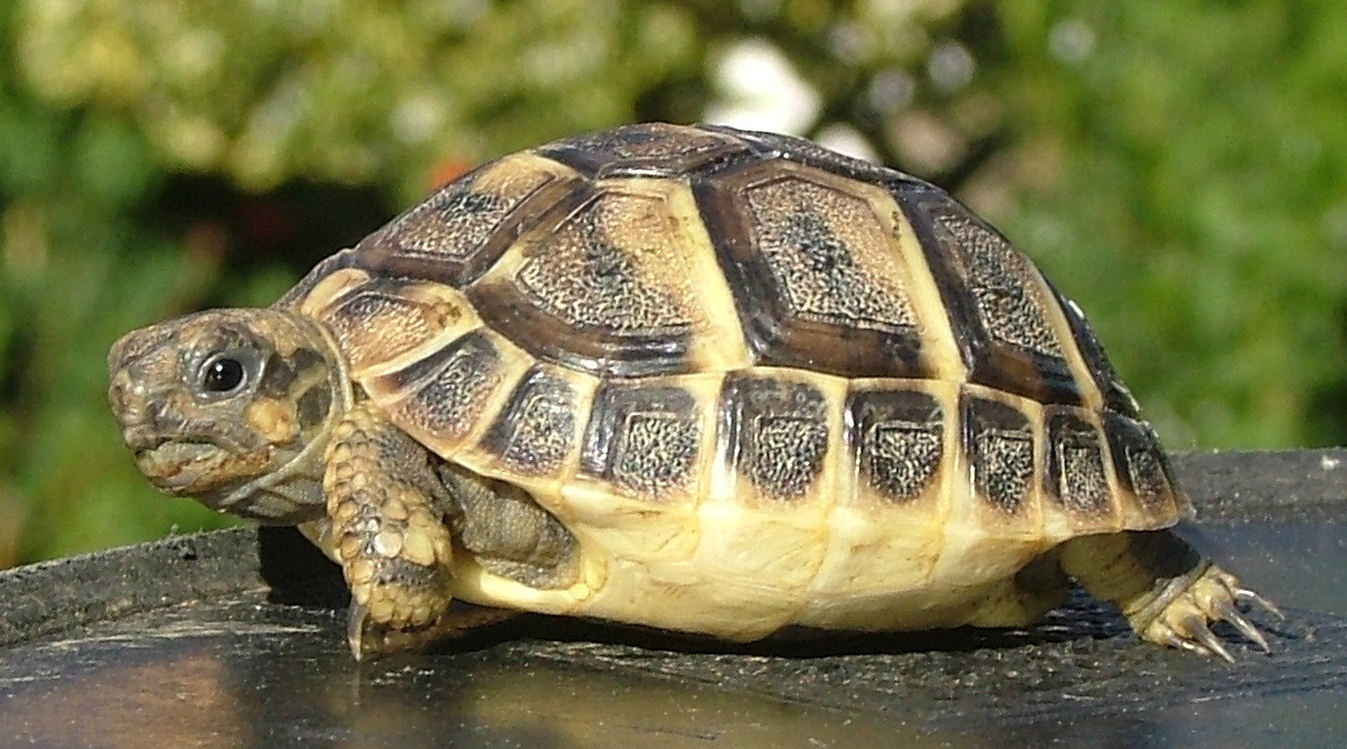
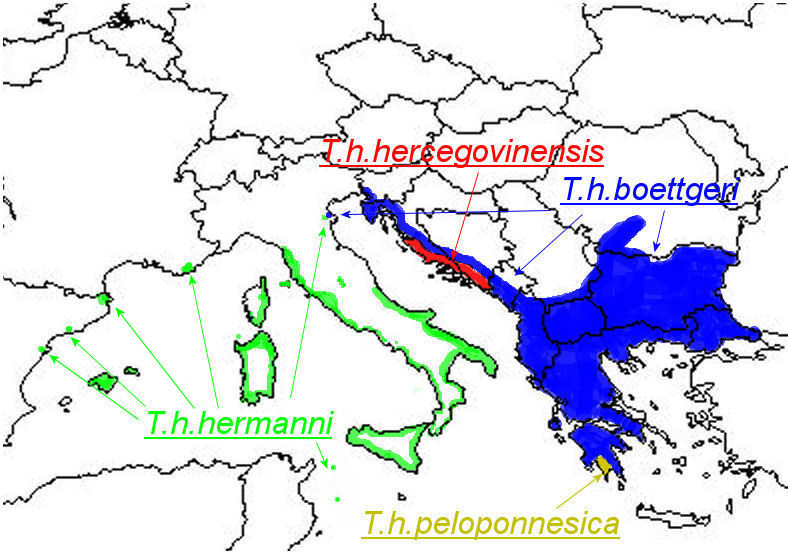
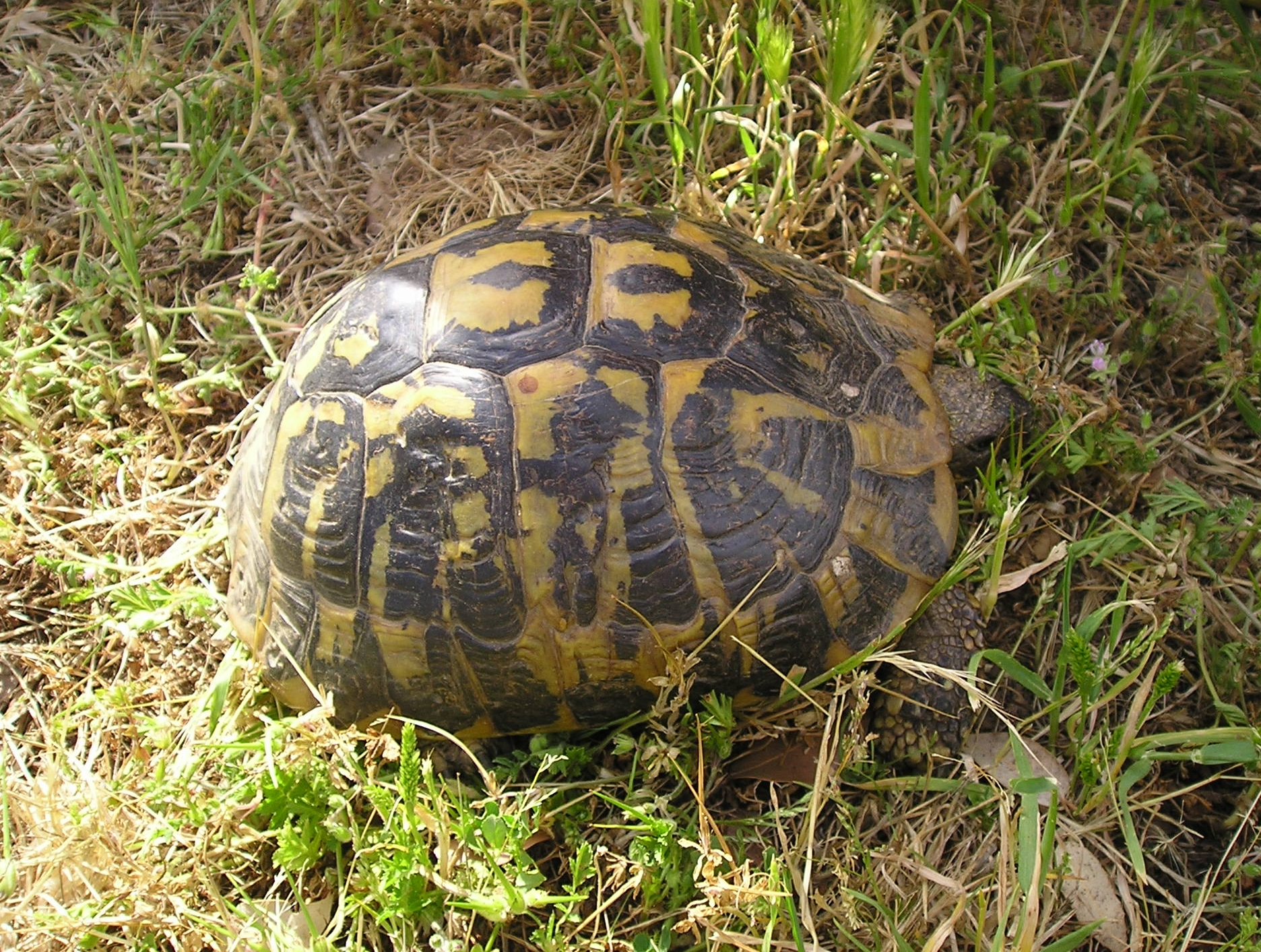
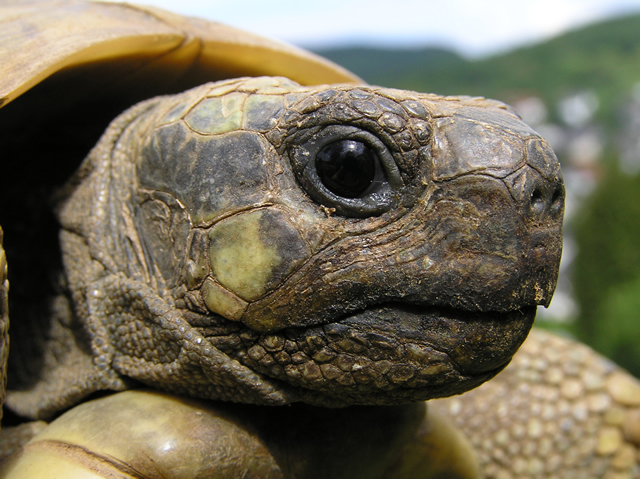
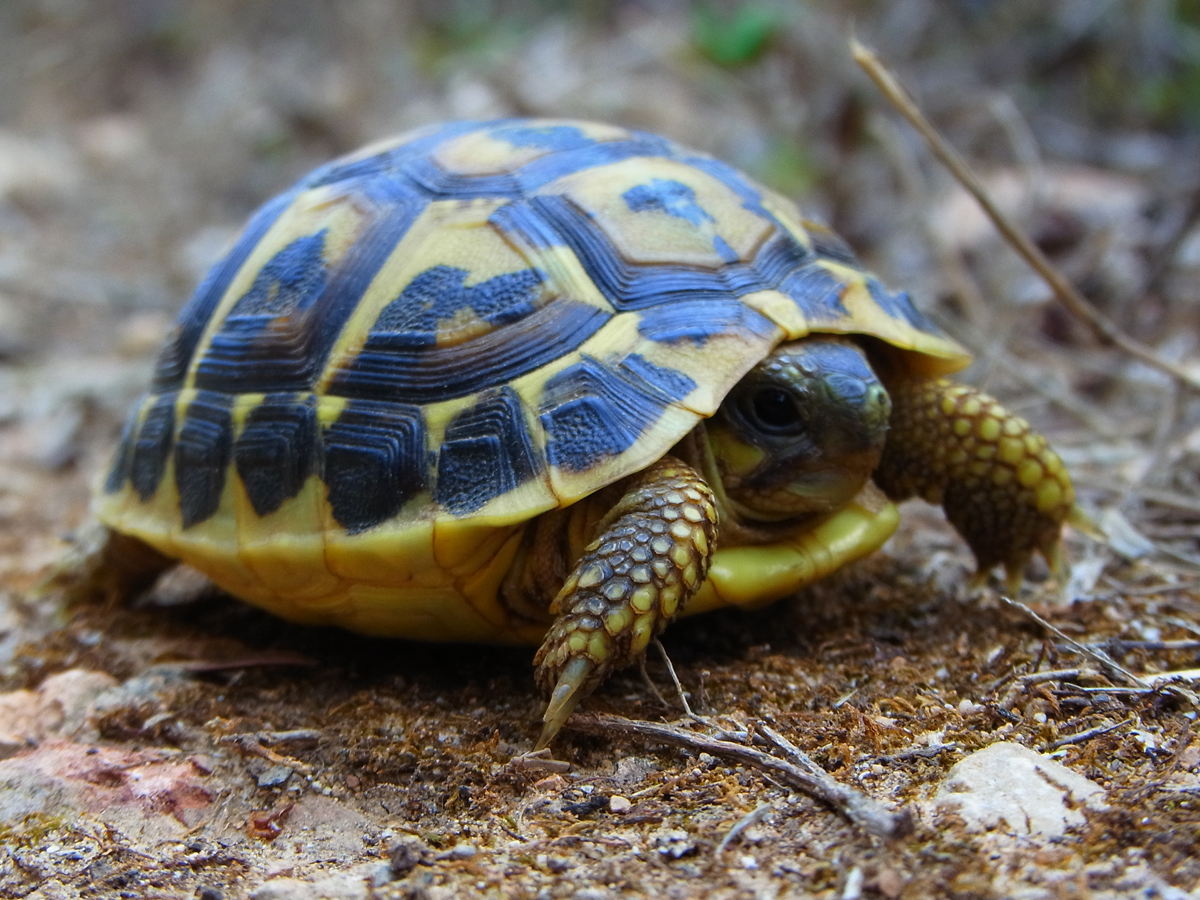
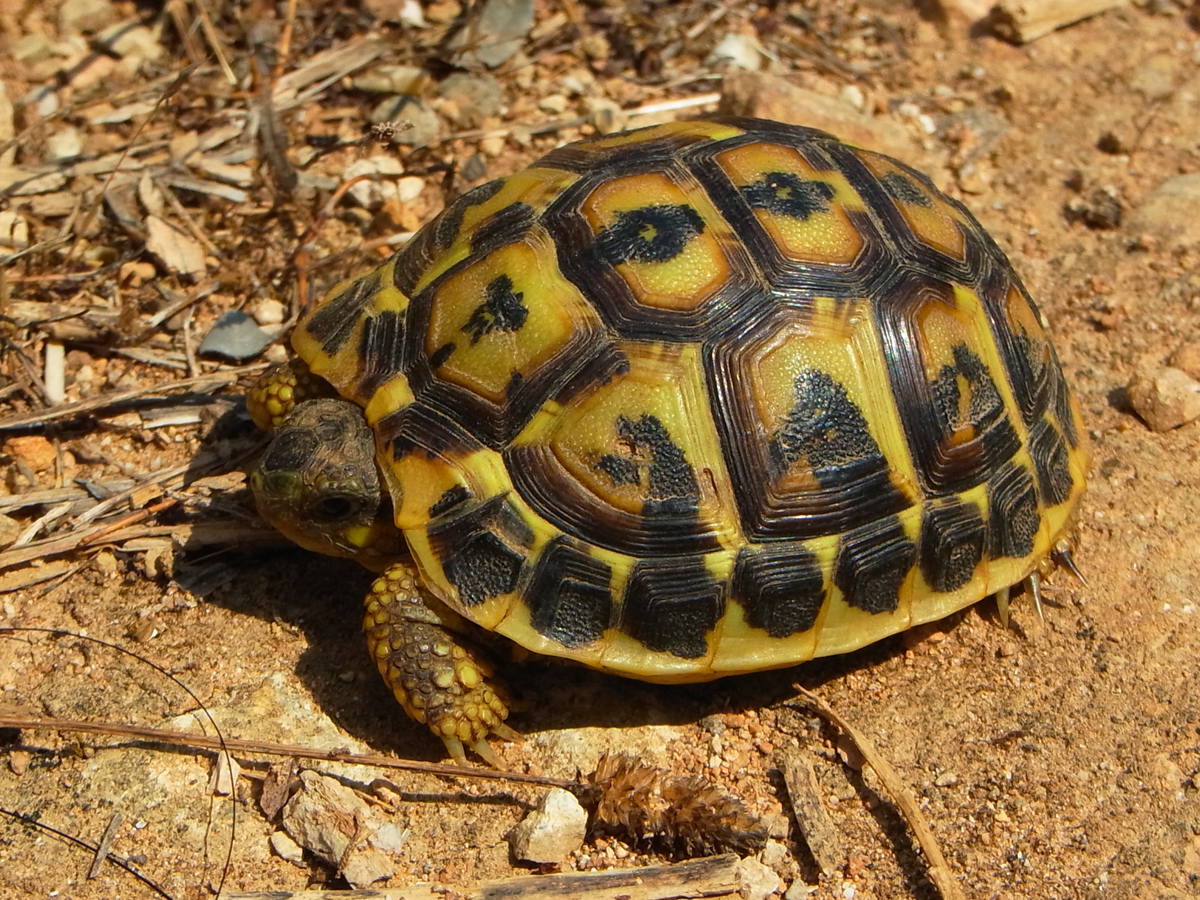
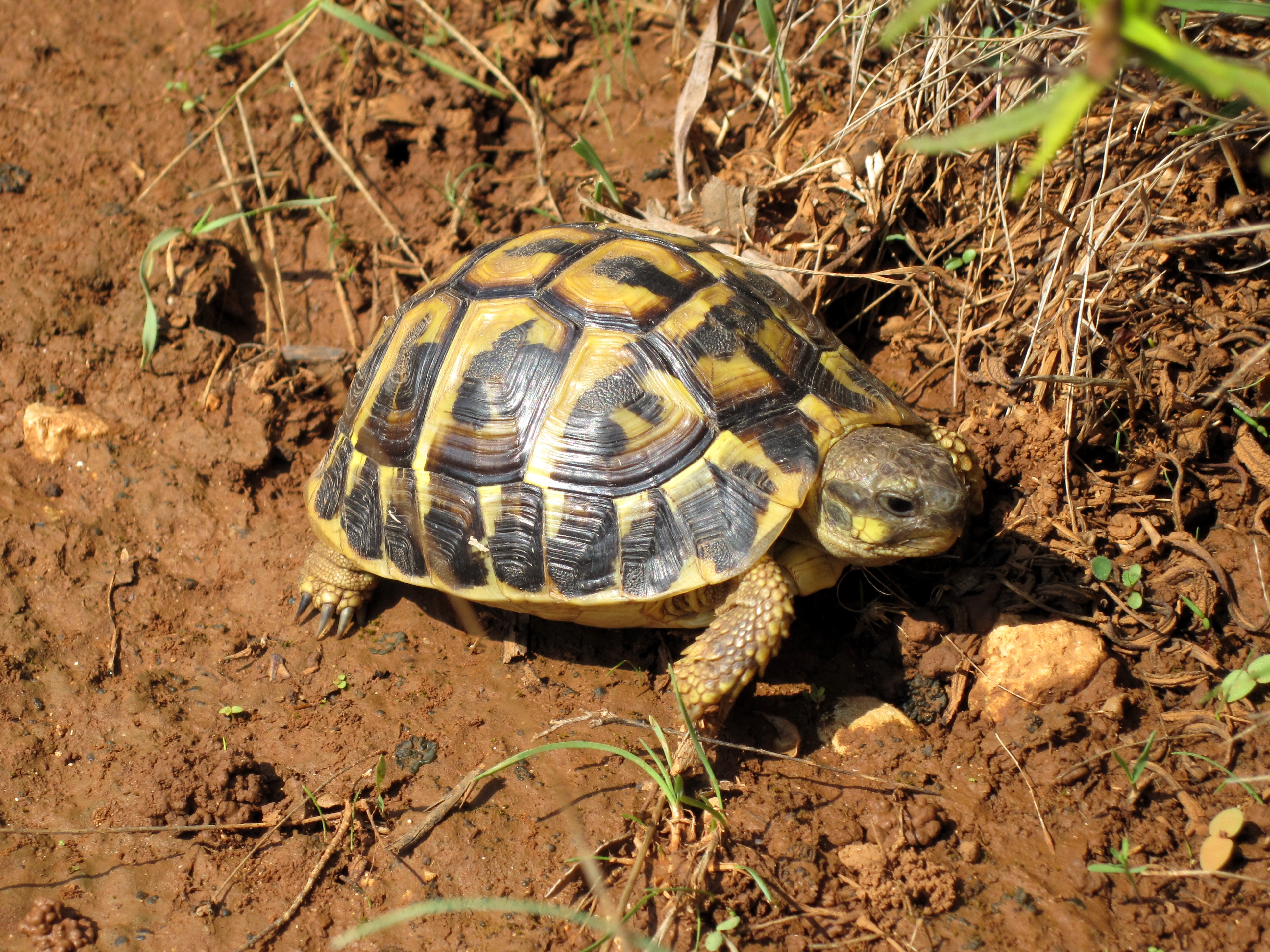